# Ishikawa, Fukushima
Ishikawa (japanska: 石川町?, Ishikawa-machi) är en landskommun (köping) i Fukushima prefektur i Japan.  